# 原鞘亞目
原鞘亞目（學名：Archostemata）是昆蟲綱鞘翅目下的一個亞目，也是種類最少的亞目，其下有長扁甲總科（Cupedoidea），有數個科，包括較為知名的長扁蟲科（Cupedidae）、微長扁蟲科（Micromalthidae）、眼甲科（澳洲長扁蟲科，Ommatidae）與溝胸長扁蟲科（Tetraphaleridae）等等，共有約50種昆蟲包含於此亞目中。

## 外部連結
- （英文）Tree of Life - Archostemata （页面存档备份，存于）